# Wolvenberg (helling)
De Wolvenberg is een helling in de stad Oudenaarde (Volkegem) in de Belgische provincie Oost-Vlaanderen. De Wolvenberg is een smalle asfaltweg met een gemiddeld stijgingspercentage van 6,8%. De start ligt op ongeveer 30 meter hoogte in een klein valleitje en de top ligt op 75 meter hoogte. Net ten zuiden van de Wolvenberg ligt de Volkegemberg die vanuit hetzelfde valleitje dezelfde flank opgaat.

## Wielrennen

### Ronde van Vlaanderen
In het wielrennen is de heuvel vooral bekend door de wielerwedstrijd de Ronde van Vlaanderen. Sinds 1999 is het een van de eerste hellingen waar de renners over moeten op hun weg naar de finish. De Wolvenberg werd reeds 23 maal beklommen (1999-2009, 2014-2025).
Van 1999 tot 2001 werd de klim in de Ronde gesitueerd tussen de Achterberg en de Molenberg. In 2002, 2003 en 2007 lag ze tussen de Molenberg en de Kluisberg. Van 2004 tot 2006 en in 2008 en 2009 werd ze gesitueerd tussen de Molenberg en de Oude Kwaremont. In de periode 2014-2016 en in 2021-2023 was ze de vierde helling tussen Eikenberg en Molenberg. Ook in 2017 en 2020 was ze de 4e helling, dan gesitueerd tussen Eikenberg en Leberg. In 2018 werd ze wederom als 4e helling opgenomen, nu tussen Edelareberg en Leberg. In 2019 was ze de 4e helling tussen Ladeuze en Leberg. In 2024 was ze de 3e helling, tussen Kapelleberg en Molenberg. In 2025 is ze wederom de 3e helling, nu tussen Eikenberg en Molenberg.

### Andere wielerkoersen
De Wolvenberg is meermaals opgenomen in de Omloop Het Nieuwsblad. Voorheen werd ze ook geregeld opgenomen in Dwars door België. Ook wordt ze opgenomen in Dwars door de Vlaamse Ardennen en Nokere Koerse.

### Recreatieve routes
De helling is ook opgenomen in de gele lus van de recreatieve fietsroute Ronde van Vlaanderenroute.